# Henry Dobson
Henry Dobson je fiktivni lik iz FOX-ove medicinske serije Dr. House kojeg je u 3 epizode tumačio Carmen Argenziano. Dobson je bio jedan od neuspješnih aplikanata za posao u Houseovom novom timu, a poznat je po nizu nadimaka koje mu je House dao tijekom serije, među koje spadaju Old Guy, Scooter, Ridiculously Old Fraud i Bosley.

## Životopis
Kao i svi aplikanti, Dobson se pojavljuje u epizodi "The Right Stuff" nadajući se mjestu u Houseovom novom timu. Dobson je uvjeriljivo najstariji od aplikanata (ima 64 godine), iako su neki aplikanti, kao Taub, bili u svojim četrdesetima. Smjestio su uz sam kraj posljednjeg reda odakle je predlagao dijagnoze kako bi privukao pozornost na sebe. Tijekom "igara" je imao broj 26. Tijekom prvog testa, Dobson je jedini koji je pogodio da je osoba koju im House daje za pacijenta pokojni glumac Buddy Epsen, kojeg je House želio dijagnosticirati u nedostatku zanimljivih pacijenata. Također je bio jedan od otpuštenih kada je House nasumično otpustio jedan red, no Dobson (kao i Taub) je ostao jer je House uočio jednu atraktivnu aplikanticu u tom redu i odlučio se za otpuštanje drugog reda. Kada ga je House, nakon prijedloga jedne dijegnoze, pitao koliko godina ima, Dobson je šaljivo rekao 21, osim ako nije bitno. 
Iako Dobson posjeduje veliko medicinsko znanje i uvijek je sposoban ponuditi dobre dijagnoze, nema nikakvog znanja o medicinskim postupcima i testovima. Tako je, kada mu je House rekao da obavi ekokardiogram, prepustio 13 da ga napravi, opravdavajući se kako mu njegova dob daje iskustvo koje ona obavljanjem testova tek treba steći. 
Sam House bio je iznimno impresioniran Dobsonovim medicinskim znanjem, no intrigirala ga je činjenica kako bi sve testove prepuštao mlađim liječnicima. Iako se Dobson ponovo opravdavao iskustvom, House je zaključio kako Dobson zapravo odbija testove jer ih nikada prije nije radio, a to je zbog činjenice jer nije diplomirao medicinu. 
Dobson mu uskoro priznaje istinu. Trideset je godina radio kao službenik za upise na Sveučilištu Columbia i konstantno je slušao predavanja na medicinskom fakultetu tog sveučilišta, no nikada nije uspio dobiti diplomu. Upravo zbog toga posjeduje nevjerojatno znanje o medicini, ali ima nevjerojatno slabo praktično znanje. Iako Dobson zaključi kako je dobio otkaz nakon priznanja, House ga zbog njegove odvažnosti ipak ne otpušta te mu obećaje posao savjetnika u njegovom timu ako bi preživio "igre". Iako Dobson blago negoduje, tvredći kako mu to nije posao iz snova, House mu kaže:
House uskoro otkriva timu kako jedan od njih nije liječnik, no ne otkriva im o kome se radi, te tako Dobson nastavlja svoj posao bez većih poteškoća. Kasnije je Dobson, unatoč mnogim protestima i sukobima s drugim aplikantima (naročito s Taubom s kojim je Dobson formirao svojevrsno rivalstvo), najčešće bio u pravu i uvijek bi dobivao Houseovu potporu i slaganje. 
No, na kraju epizode "Guardian Angels", House je odlučio Dobsonu dati otkaz. On i Taub su ostali kao posljednji aplikanti, te je Taub, zbog toga što se House uvijek slagao s Dobsonom, pretpostavio kako će on biti taj koji će dobiti otkaz. Glavni argument mu je bio taj što su se Dobson i House uvijek slagali u njihovim mišljenjima. Dobson je tada rekao kako je to i glavni razlog njegovog otkaza. On je donio veliko i opsežno medicinsko znanje sa sobom, no House je već bio taj koji je posjedovao tu kvalitetu. Na kraju je dodao kako Houseu ne treba još netko tko misli isto kao i on. House je tada šaljivo nadodao kako je baš to mislio reći. 
Dobson je svoj otkaz primio sasvim dobro i rekao je Houseu da će se javiti Wilsonu ako bude htio ostati u kontaktu. Zanimljivo je i to kako je Dobson bio jedini lik u cijeloj seriji, osim Wilsona, s kojim je House želio formirati nekakav prijateljski odnos. 

## Vanjske poveznice
- Henry Dobson na House Wiki
- Henry Dobson u internetskoj bazi filmova IMDb-u (engl.)
- Službena FOX-ova stranica  Arhivirana inačica izvorne stranice od 23. svibnja 2012. (Wayback Machine)